# 20392 Mikeshepard
20392 Mikeshepard este un asteroid din centura principală de asteroizi.

## Descriere
20392 Mikeshepard este un asteroid din centura principală de asteroizi. A fost descoperit pe 19 iunie 1998 la Stația Anderson Mesa în cadrul programului LONEOS. Asteroidul prezintă o orbită caracterizată de o semiaxă mare de 2,90 ua, o excentricitate de 0,10 și o înclinație de 15,9° în raport cu ecliptica.